# Odontoscelis fuliginosa

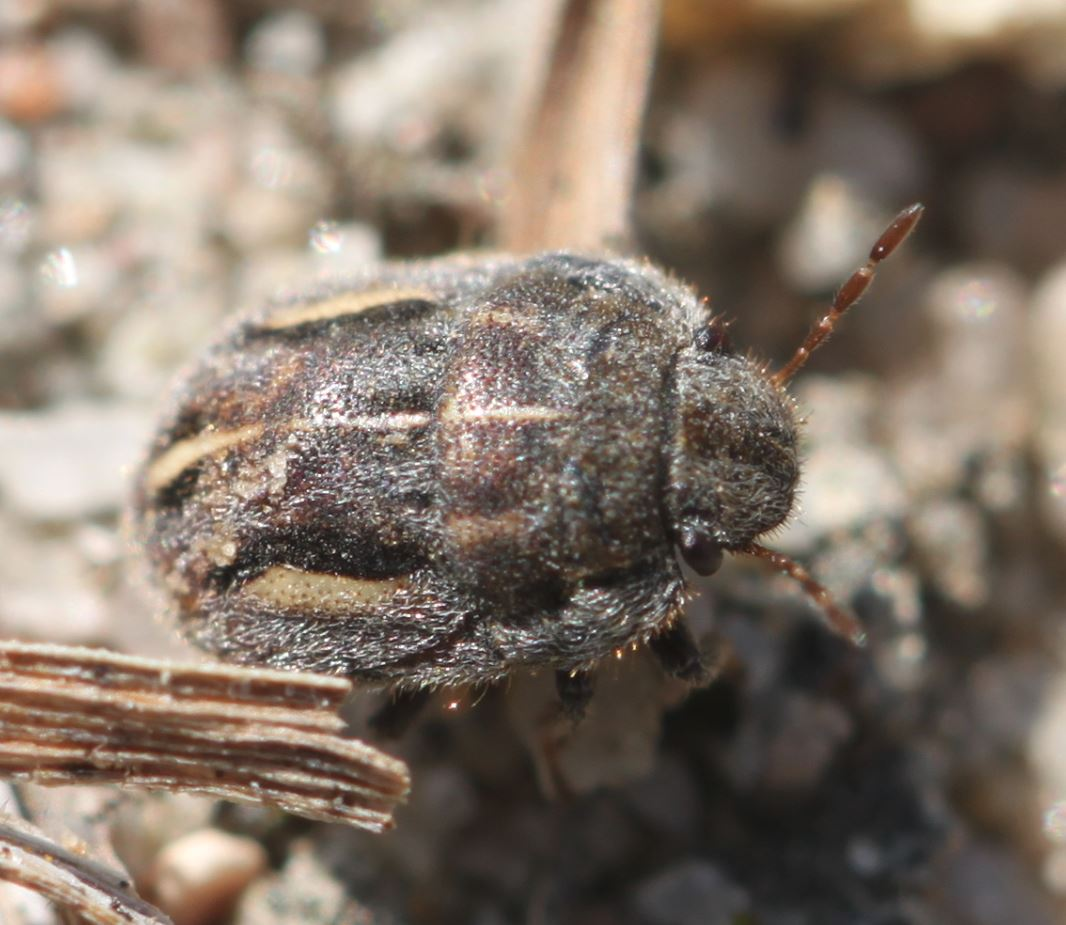

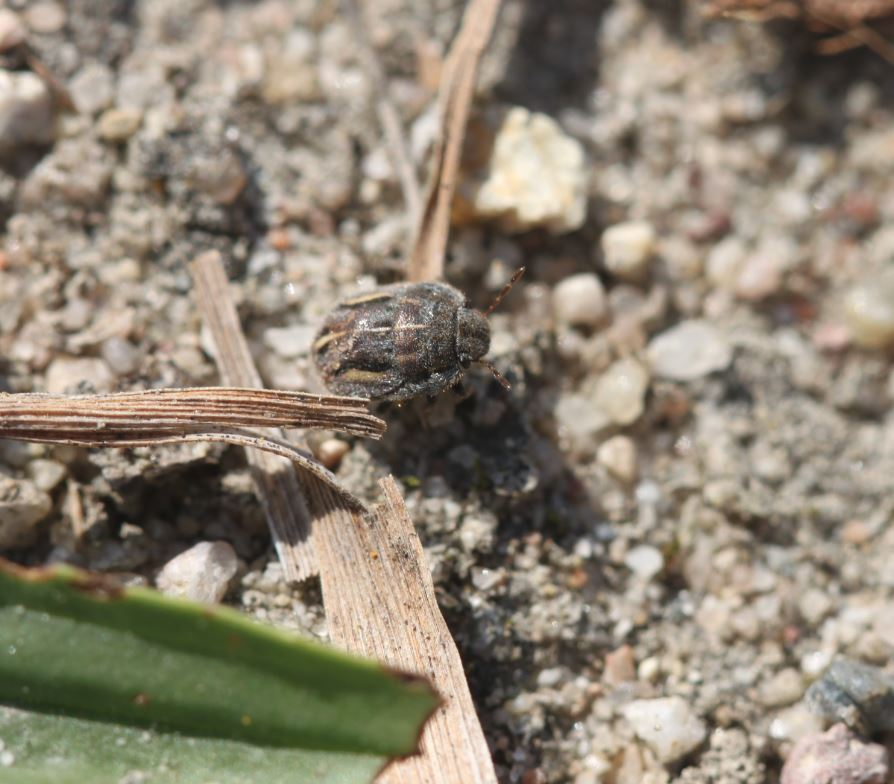

Odontoscelis fuliginosa, auch Große Steppenwanze genannt, ist eine Wanze aus der Familie der Schildwanzen (Scutelleridae).

## Merkmale
Die Wanzen werden 6,0 bis 10,0 Millimeter lang. Ihr Körper ist mit dunklen bräunlichen Haaren bedeckt und ihnen fehlen die für Odontoscelis lineola typischen Binden mit silbrigen Härchen. Die ähnliche Art ist zudem etwas kleiner. Sie sind in ihrer Färbung und Körpergröße sehr variabel. Im Norden und in höheren Lagen sind sie tendenziell kleiner und häufig heller gefärbt.

## Verbreitung und Lebensraum
Die Art ist in der Paläarktis weit verbreitet und kommt vom Mittelmeerraum bis in den Süden Skandinaviens vor. Östlich reicht ihre Verbreitung bis Zentralasien und auch nach Indien. In Mitteleuropa ist sie verbreitet, sie ist im Nordwesten jedoch selten und fehlt in vielen Teilen. Im Osten und Süden Mitteleuropas ist sie hingegen stellenweise häufig. In den Alpen findet man sie bis über 2000 Meter Seehöhe. Besiedelt werden trockene und warme, vegetationsarme, offene Lebensräume mit verschiedener Bodenbeschaffenheit.

## Lebensweise
Die Tiere leben unter verschiedenen Pflanzenarten und sind offenbar polyphag. Häufig findet man sie an Hülsenfrüchtlern (Fabaceae) wie etwa Klee (Trifolium) und Schneckenklee (Medicago). Nur sehr selten klettern sie bei heißen Wetter auf die Pflanzen hinauf. Bei sandigen Böden können sich sowohl die Imagines, als auch die Nymphen eingraben und dann an den Wurzeln der Nahrungspflanzen saugen. Die Nymphen überwintern meist im vierten Stadium. Ab Mai treten die ersten adulten Tiere auf, die sich im Juni und Juli paaren und ihre Eier ablegen. Die Nymphen der neuen Generation erscheinen schon recht bald darauf; die adulten Tiere der neuen Generation findet man bis August, selten auch Anfang September.

## Belege